# 俄亥俄 (密蘇里州)
俄亥俄（英語：Ohio）是位於美國密蘇里州聖克萊爾縣的非建制地區。

## 歷史
俄亥俄的郵局於1878年設立，其後於1941年停運。

## 地理
俄亥俄所處的海拔為高於海平面255米（即837英呎），而該地所採用的時區為UTC-6，即北美中部時區（CST）。同時該地設有夏令時間，為UTC-6調快一小時，即UTC-5（CDT）。